# Guentheridia formosa
Guentheridia formosa és una espècie de peix de la família dels tetraodòntids i de l'ordre dels tetraodontiformes.

## Morfologia
- Els mascles poden assolir 26 cm de longitud total.[1][2]

## Alimentació
És carnívor.

## Hàbitat
És un peix marí, de clima tropical i demersal.

## Distribució geogràfica
Es troba al Pacífic oriental central: des de Costa Rica fins a l'Equador.

## Observacions
És inofensiu per als humans.